# Malý Kamenec
Malý Kamenec és un poble i municipi d'Eslovàquia. Es troba a la regió de Košice, a l'est del país.

## Història
La primera referència escrita de la vila data del 1358.

## Demografia
| Godina             | 1994 | 2004   | 2014   | 2024   |
| ------------------ | ---- | ------ | ------ | ------ |
| Nombre de persones | 484  | 457    | 445    | 410    |
| Diferència         |      | −5,57% | −2,62% | −7,86% |

| Godina             | 2023 | 2024   |
| ------------------ | ---- | ------ |
| Nombre de persones | 420  | 410    |
| Diferència         |      | −2,38% |